# Samir Caetano de Souza Santos
Samir Caetano de Souza Santos, noto semplicemente come Samir Santos (Rio de Janeiro, 5 dicembre 1994), è un calciatore brasiliano, difensore dell'Al-Najma.

## Caratteristiche tecniche
È un difensore centrale e terzino sinistro mancino, molto forte fisicamente, abile di testa e sulle palle inattive.

## Carriera

### Club

#### Gli inizi
Nel 2013 ha esordito in Série A con il Flamengo. Resterà nel club di Rio de Janeiro fino al 2016, terminando la sua esperienza in terra natale con un bilancio complessivo di 68 presenze, contornate con una rete, vincendo la Copa do Brasil 2013 e il Campeonato Carioca 2014.

#### Verona ed Udinese
Il 18 gennaio 2016 passa all'Udinese per 4 milioni di euro, venendo poi subito girato in prestito al Verona per 6 mesi. Il 4 aprile 2016, alla sua partita d'esordio in Serie A, segna il gol decisivo di testa al Bologna. Sarà l'unico gol segnato nelle tre presenze ottenute.
Nella stagione 2016-2017 Samir fa ritorno al club friulano, dove trova abbastanza spazio da infondere fiducia nel club, che decide di puntare su di lui. Fa il suo esordio in maglia bianconera il 20 agosto 2016, nella prima giornata di Serie A, partita persa 4-0 a favore della Roma. Il 15 ottobre 2017, segna la sua prima rete con i friulani ai danni della Fiorentina.

#### Watford
Il 6 gennaio 2022 si trasferisce dall'Udinese al Watford a titolo definitivo.

### Nazionale
Nel 2013 viene convocato dal CT del Brasile Under-20, Alexandre Gallo, per il campionato sudamericano Under-20, dove la Seleção viene eliminata alla fase a gironi. Viene nuovamente convocato nell'aprile 2014 per partecipare al Torneo di Tolone, a settembre dello stesso anno viene convocato con l'Under-21 con cui esordisce in una partita amichevole.
Il 16 agosto 2019, a sorpresa, viene convocato per la prima chiamata in nazionale maggiore brasiliana per le amichevoli contro la Colombia e il Perù nel mese successivo.

## Statistiche

### Presenze e reti nei club
Statistiche aggiornate al 6 gennaio 2022.
| Stagione        | Squadra         | Campionato      | Campionato | Campionato | Coppe nazionali | Coppe nazionali | Coppe nazionali | Coppe continentali | Coppe continentali | Coppe continentali | Altre coppe | Altre coppe | Altre coppe | Totale | Totale |
| Stagione        | Squadra         | Comp            | Pres       | Reti       | Comp            | Pres            | Reti            | Comp               | Pres               | Reti               | Comp        | Pres        | Reti        | Pres   | Reti   |
| --------------- | --------------- | --------------- | ---------- | ---------- | --------------- | --------------- | --------------- | ------------------ | ------------------ | ------------------ | ----------- | ----------- | ----------- | ------ | ------ |
| 2013            | Flamengo        | A+A1/RJ         | 13+0       | 0          | CB              | 4               | 0               | CS                 | 0                  | 0                  | -           | -           | -           | 17     | 0      |
| 2014            | Flamengo        | A+A1/RJ         | 17+11      | 1+1        | CB              | 5               | 0               | CL                 | 6                  | 0                  | -           | -           | -           | 39     | 2      |
| 2015            | Flamengo        | A+A1/RJ         | 20+12      | 0+2        | CB              | 3               | 0               | -                  | -                  | -                  | -           | -           | -           | 35     | 2      |
| Totale Flamengo | Totale Flamengo | Totale Flamengo | 50+23      | 1+3        |                 | 12              | 0               |                    | 6                  | 0                  |             | -           | -           | 91     | 4      |
| gen.-giu. 2016  | Verona          | A               | 3          | 1          | CI              | 0               | 0               | -                  | -                  | -                  | -           | -           | -           | 3      | 1      |
| 2016-2017       | Udinese         | A               | 21         | 0          | CI              | 0               | 0               | -                  | -                  | -                  | -           | -           | -           | 21     | 0      |
| 2017-2018       | Udinese         | A               | 31         | 2          | CI              | 0               | 0               | -                  | -                  | -                  | -           | -           | -           | 31     | 2      |
| 2018-2019       | Udinese         | A               | 21         | 2          | CI              | 1               | 0               | -                  | -                  | -                  | -           | -           | -           | 22     | 2      |
| 2019-2020       | Udinese         | A               | 21         | 1          | CI              | 1               | 0               | -                  | -                  | -                  | -           | -           | -           | 22     | 1      |
| 2020-2021       | Udinese         | A               | 30         | 1          | CI              | 2               | 0               | -                  | -                  | -                  | -           | -           | -           | 32     | 1      |
| 2021-gen. 2022  | Udinese         | A               | 17         | 0          | CI              | 2               | 0               | -                  | -                  | -                  | -           | -           | -           | 19     | 0      |
| Totale Udinese  | Totale Udinese  | Totale Udinese  | 141        | 6          |                 | 6               | 0               |                    | -                  | -                  |             | -           | -           | 147    | 6      |
| gen.-giu. 2022  | Watford         | PL              | 19         | 0          | FACup+CdL       | -               | -               | -                  | -                  | -                  | -           | -           | -           | 19     | 0      |
| 2022-2023       | Tigres UANL     | PD              | 20+6       | 2          | -               | -               | -               | CCL                | 5                  | 0                  | LC+CdC      | 4+1         | 0           | 36     | 2      |
| 2023-2024       | Tigres UANL     | PD              | 22+5       | 1          | -               | -               | -               | CCL                | 3                  | 0                  | LC+CC       | 0+1         | 0+0         | 31     | 1      |
| Totale Tigres   | Totale Tigres   | Totale Tigres   | 42+11      | 3          |                 | -               | -               |                    | 8                  | 0                  |             | 6           | 0           | 67     | 3      |
| Totale carriera | Totale carriera | Totale carriera | 289        | 14         |                 | 18              | 0               |                    | 14                 | 0                  |             | 6           | 0           | 327    | 14     |

## Palmarès

### Competizioni nazionali
- Coppa del Brasile: 1

Flamengo: 2013
- Campionato messicano: 1

Tigres: Clausura 2023

### Competizioni internazionali
- Campeones Cup: 1

Tigres: 2023

### Competizioni statali
- Campionato Carioca: 1

Flamengo: 2014